# ピリジニウム
ピリジニウム(Pyridinium)は、[C5H5NH]+で表されるカチオンである。ピリジンの共役酸である。ピコリン、ルチジン、コリジン等、置換ピリジンを含む多くの関連カチオンが知られている。これらは、ピリジンを酸で処理することで得られる。
ピリジンは、化学反応における有機塩基としてしばしば用いられ、ピリジニウム塩は多くの酸-塩基反応で作られる。その塩はしばしば有機溶媒に不溶であり、そのためピリジニウム脱離基複合体の析出は、反応の進行を示す。ピリジニウムイオンはまた、フリーデル・クラフツ アシル化反応においても役割を果たす。ピリジンが含まれると、求電子的なアシル基と複合体を形成し、より反応性を高くする。ピリジニウムカチオンは、ヒュッケル則に基づく芳香族イオンであり、ベンゼンと等電子的である。

## N-アルキルピリジニウムカチオン

ニコチンアミドアデニンジヌクレオチドは、生物で広くみられるN-アルキルピリジニウムカチオンである。

酸性プロトンがアルキル基で置換されると、その化合物はN-アルキルピリジニウムと呼ばれる。単純な例は、N-メチルピリジニウム[C5H5NCH3]+である。商業的な観点から重要なピリジニウム化合物は、除草剤のパラコートである。